# مارس رافیکوف
مارس رافیکوف (به انگلیسی: Mars Rafikov) فضانورد اهل اتحاد شوروی است که در ۲۹ سپتامبر ۱۹۳۳ در جلال‌آباد، قرقیزستان زاده شد.